# بوريس جيفانوفيتش
بوريس جيفانوفيتش هو لاعب كرة قدم صربي في مركز الوسط، ولد في 18 يوليو 1989 في بلغراد في صربيا. لعب مع بيتسبورغ ريفرهوندز وراد بيوغراد ونادي بودابست هونفيد ونادي كوبر.

## وصلات خارجية
- بوريس جيفانوفيتش على موقع قاعدة بيانات كرة القدم.إي يو (الإنجليزية)
- بوريس جيفانوفيتش على موقع Soccerway.com (الإنجليزية)